# Stadtwerke Grevesmühlen
Die Stadtwerke Grevesmühlen GmbH (SWG) ist ein kommunales Unternehmen, das im öffentlichen Auftrag technische Dienstleistungen und Versorgungsleistungen für Strom, Erdgas und Fernwärme in Grevesmühlen und in der Region Nordwestmecklenburg erbringt.

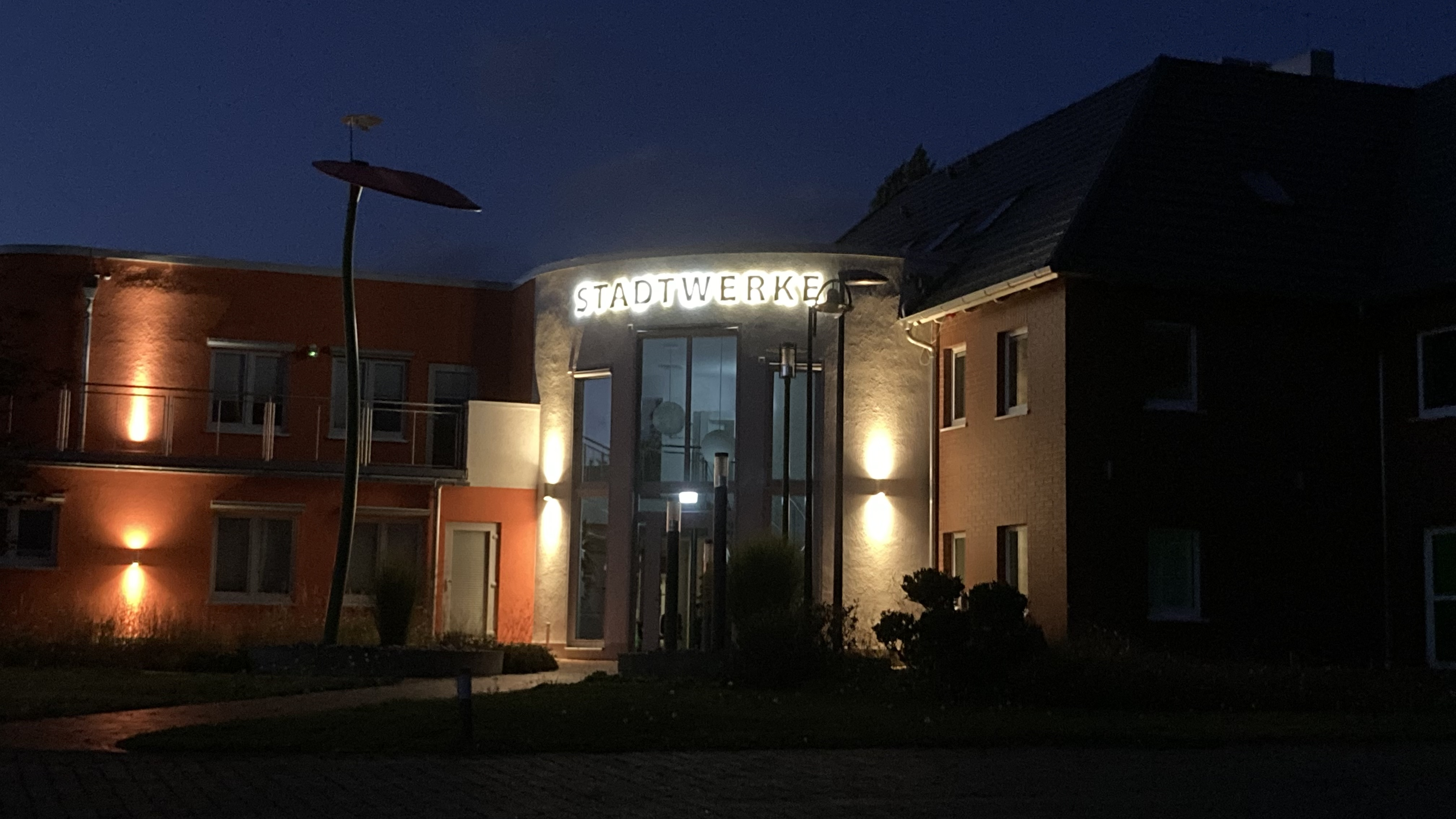
Bild der Stadtwerke Grevesmühlen

Die SWG wurde 1990 als 100%ig kommunales Unternehmen gegründet. Die SWG ist ein Ausbildungsunternehmen. Sie investieren seit drei Jahrzehnten in den Ausbau Erneuerbarer Energien. Das Unternehmen setzt auf einen Mix aus Sonnen-, Windenergie und Biomasse. Zudem übernehmen sie die Grundversorgungspflicht für das Netzgebiet Grevesmühlen.

## Unternehmen
Die Stadtwerke Grevesmühlen besteht aus den Töchtern
- Wärmeversorgung Grevesmühlen GmbH
- Gasversorgung Grevesmühlen GmbH
- Digitale Stadt Grevesmühlen GmbH
- Stadtwerke Grevesmühlen Öko-Projektverwaltung GmbH
- Stadtwerke Grevesmühlen Windenergie GmbH & Co. KG

sowie weiteren Beteiligungen.